# 2e division de la Garde (Empire allemand)
Pour les articles homonymes, voir 2e division.
La 2e division de la Garde (2. Garde-Division en allemand) est une unité de la garde prussienne. Elle participe à la guerre franco-allemande de 1870 et à la Première Guerre mondiale.
Au cours de ce dernier conflit, la division combat principalement sur le front de l'Ouest, excepté un intermède sur le front de l'Est en 1915. Elle participe à la bataille de la Marne, à la bataille de la Somme, à la bataille du Chemin des Dames, la bataille de la Malmaison et aux offensives du printemps 1918.

## Guerre austro-prussienne

### Composition
- 3e brigade d'infanterie de la Garde : Generalmajor Rudolph Otto von Budritzki

1er régiment de grenadiers de la Garde, Oberst Otto Knappe von Knappstädt
3e régiment de grenadiers de la Garde, Oberst Gustav Karl Ludwig von Pritzelwitz
- 4e brigade d'infanterie de la Garde : Generalmajor Leopold von Loën

2e régiment de grenadiers de la Garde, Oberst Gustav von Fabeck
4e régiment de grenadiers de la Garde, Oberst Otto von Strubberg
Bataillon de tirailleurs de la Garde (de) Major Hugo von Besser
3e régiment d'uhlans de la Garde, Oberst Richard von Mirus (de)
Quatre batteries de la Garde sous les ordres du Major von der Goltz
- Brigade de cavalerie lourde de la Garde

## Première Guerre mondiale

### Temps de paix, début 1914
La 2e division d'infanterie de la Garde est en garnison à Berlin, au sein du corps d'armée de la Garde (composé de deux divisions d'infanterie et d'une de cavalerie), dépendant de la 2e inspection de l'armée. Elle est composée de trois brigades d'infanterie et d'une d'artillerie. La cavalerie de la Garde est regroupée au sein de la division de cavalerie de la Garde (forte de quatre brigades), la seule division de cavalerie maintenue en temps de paix.
- 3e brigade d'infanterie de la Garde (Berlin) :
  - 1er régiment de grenadiers de la Garde (Berlin) ;
  - 3e régiment de grenadiers de la Garde (Berlin-Charlottenbourg) ;
  - bataillon des tirailleurs de la Garde (Berlin-Lichterfelde).
- 4e brigade d'infanterie de la Garde (Berlin) :
  - 2e régiment de grenadiers de la Garde (Berlin) ;
  - 4e régiment de grenadiers de la Garde (Berlin).
- 5e brigade d'infanterie de la Garde (Berlin-Spandau) :
  - 5e régiment à pied de la Garde (de) (Spandau) ;
  - 5e régiment de grenadiers de la Garde (Spandau).
- 2e brigade d'artillerie de campagne de la Garde (Potsdam) :
  - 2e régiment d'artillerie de campagne de la Garde (Potsdam) ;
  - 4e régiment d'artillerie de campagne de la Garde (Potsdam)[1].

### Mobilisation d'août 1914
Lors de la mobilisation allemande de 1914, le commandement de la 2e division de la Garde est confiée au Generalleutnant Arnold von Winckler, assisté comme chef d'état-major par le Major Heinrich von dem Hagen. La division est composée de deux brigades d'infanterie (soit quatre régiments regroupant douze bataillons), d'un régiment de cavalerie (à quatre escadrons), d'une brigade d'artillerie (à deux régiments, soit douze batteries) et de deux compagnies du génie. La 5e brigade d'infanterie entre dans la composition de la 3e division de la Garde.
- 3e brigade d'infanterie de la Garde :
  - 1er régiment de grenadiers de la Garde « Empereur Alexandre » ;
  - 3e régiment de grenadiers de la Garde « Reine Élisabeth ».
- 4e brigade d'infanterie de la Garde :
  - 2e régiment de grenadiers de la Garde « Empereur François » ;
  - 4e régiment de grenadiers de la Garde « Reine Augusta ».
- 2e brigade d'artillerie de la Garde :
  - 2e régiment d'artillerie de campagne de la Garde ;
  - 4e régiment d'artillerie de campagne de la Garde.
- Unités organiques :
  - 2e régiment des uhlans de la Garde ;
  - 2e et 3e compagnies du bataillon de pionniers de la Garde[2].

### Réorganisation de 1917
Comme progressivement toutes les divisions de l'armée allemande, la 2e de la Garde passe de quatre à trois régiments d'infanterie en janvier 1917, réduction compensée par un renforcement du soutien d'artillerie.
- 3e brigade de la Garde :
  - 1er régiment de grenadiers de la Garde « Empereur Alexandre » ;
  - 2e régiment de grenadiers de la Garde « Empereur François » ;
  - 4e régiment de grenadiers de la Garde « Reine Augusta ».
- un escadron du 6e régiment de dragons.
- 2e régiment d'artillerie de campagne de la Garde[3].

## Historique

### Guerre franco-allemande de 1870
La 2e division de la Garde prussienne participe à la guerre franco-allemande, elle combat aux batailles de Gravelotte et de Sedan. Elle fait partie des troupes utilisées lors du siège de Paris et combat lors de la bataille du Bourget.

### Première Guerre mondiale
Avec la 1re division de la Garde, la 2e division forme lors de la mobilisation d'août 1914 le corps de la Garde. Ce corps d'armée est initialement placé sous la direction de la IIe armée allemande.

#### 1914
- 9 - 11 août : déploiement de la division vers Butgenbach.
- 14 août : entrée en Belgique, puis traversée de la Meuse à Huy le 18 août.
- 22 - 24 août : franchissement de la Sambre à Auvelais, sur la droite de la 1re division de la Garde. Combats à Falisolle et Arsimont, puis à Mettet.
- 29 août : la division est à la gauche de la Ire division de la garde ; Bataille de Guise, combats à Haution et dans La Vallée-au-Blé et le 30 à Saint-Pierre (à l'ouest de Vervins).
- 30 août - 5 septembre : déplacement sur Lugny, Boncourt, La Malmaison, La Ville-aux-Bois, Sarcy, Épernay, Avize et Vertus.
- 6 - 9 septembre : bataille de la Marne aux marais de Saint-Gond vers Écury-le-Repos et Normée.
- 9 - 30 septembre : repli sur Vertus le 9, à Tauxières le 10 et à Thuizy le 11 septembre. La division fait retraite au-delà de Reims jusqu'à la fin septembre.
- Octobre - décembre : la division est stationnée avec la 1re division de la garde en Artois, elle tient le secteur Bucquoy, Monchy-au-Bois, Adinfer. À partir du mois de novembre, la 4e brigade est détachée et envoyée dans la région d'Ypres (Gheluvelt) jusqu'à la fin de décembre.

#### 1915
- Janvier - mi février : de la division est rassemblée, elle est mise au repos à Douai, puis à Monchy-au-Bois, Puisieux jusqu'à la fin du mois de mars.
- 30 mars : déplacement de Cambrai vers Sélestat en Alsace, où la division est placée en repos.
- Avril : transfert en Galicie, la division débarque à Neu-Samdek entre le 26 et le 30 avril.
- 2 - 3 mai : la division prend part à la bataille de Görlitz sous le commandement de Mackensen, combats à Jaroslav.
- 16 mai : bataille de Krasnostav.
- 17 juillet : franchi le Bug.
- 24 août : la division atteint Zegrze Południowe et la Narew le 14 septembre.
- 16 septembre : la division est regroupée à Novo-Georgievsk.
- 20 septembre : retour sur le front de l'Ouest, la division débarque du train à Nivelles. Repos pendant un mois en Belgique.
- 25 octobre : déplacement vers Orchies et Hénin-Beaumont.
- 5 - 11 novembre : bataille d'Artois, combat dans le secteur de Notre-Dame de Lorette avec des pertes sérieuses.
- Mi-novembre - décembre : la division prend à sa charge un secteur entre Noyon et Roye.

#### 1916
La 2e division de la garde reste stationnée dans le secteur de la région de Noyon-Roye jusqu'au mois d'août.
- 15 août : départ pour la Somme, secteur de Chilly, la division subit de lourdes pertes autour de Péronne.
- 1er octobre - décembre : combats à nouveau dans le sud de Péronne.

#### 1917

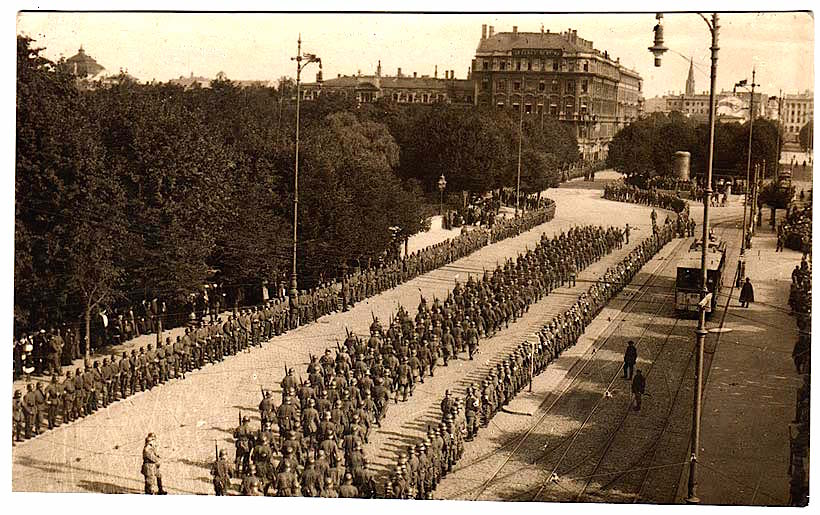
Défilé des troupes allemandes dans Riga, en septembre 1917.

- Janvier - février : repos dans la région de Guise, puis vers Cléry-sur-Somme.
- Début mars : secteur de la ligne Siegfried, près de Roisel et de Saint-Quentin.
- 16 mars - 12 avril : formation à Vervins, puis repos.
- 12 avril : la division est envoyée à Sissonne.
- 20 - 22 avril : montée en ligne entre Hurtebise et Craonne, la division soutient et relève la Ve division de la Garde. Elle reste trois semaines dans le secteur de Craonne et d'Amifontaine, elle subit de fortes pertes, puis des pertes encore plus lourds sur le Plateau de Californie.
- 11 mai : la division est relevée et déplacée en Argonne par route dans le secteur de la Harazée le 17 mai. La division est renforcée par des unités de régiments dissous.
- Début juillet : retrait du front et transfert sur le front de l'Est.
- 4 - 10 juillet : trajet en voies ferrées par Charleville, Givet, Namur, Liège, Herbestal, Hanovre, Terlin, Posen, Skalmiercyze et Ozidof.
- 19 juillet : attaque de la Sereth.
- 9 août : formation à Horlodylow et combat sur Uxkuu.
- 3 - 4 septembre : prise de Riga.
- 7 - 9 septembre : transfert sur le front de l'Ouest par chemin de fer en passant par Zanke, Mitaul, Una, Kovno, Posen, Berlin, Hanovre, Düsseldorf, Aix-la-Chapelle, Liège, Namur, Rivet et Charleville.
- 21 septembre : secteur de Laon, à partir du 28 septembre, la division est en ligne dans le secteur de la Malmaison.
- 23 octobre : bataille de la Malmaison, l'attaque française provoque des pertes très lourdes, 1 800 prisonniers dont 50 officiers et de nombreux blessés.
- 25 octobre : la division est relevée et envoyée dans la région de Yervins.
- Mi-novembre - décembre : la division occupe le secteur de Saint-Mihiel et de la forêt d'Apremont et reçoit des renforts provenant de régiment dissous sur le front de l'Est.

#### 1918
- 11 janvier : La 2e division de la garde est relevée par la 201e division d'infanterie, elle est transférée sur Metz.
- 12 janvier - 17 mars : formation.
- 18 mars - 19 mars : transport de Metz vers Saint-Amand en passant par Thionville.
- 20 - 22 mars : déplacement de Marchiennes, à Montigny jusqu'à Lambres.
- 23 - 27 mars : repos.
- 28 mars : engagée dans l'opération Michael, déplacement sur le front à Vitry-en-Artois et attaque au nord de la Scarpe. L'attaque est repoussée.
- 29 mars : relève du front, déplacement par Arleux, Morchies, Beaumetz, Haplincourt, Le Transloy, Maricourt pour atteindre Mailly-Raineval où la division est placée en réserve.
- 5 avril : secteur de Rouvrel.
- 2 mai : relève par la 6e division de réserve.
- 26 mai : la division renforce le front de l'Aisne à l'ouest de Vailly-sur-Aisne, engagée dans la bataille de l'Aisne.
- 17 juin : relève par la 40e division d'infanterie.
- 18 juin - 14 juillet : repos dans la région de Marle.
- 15 juillet - 22 juillet : la division renforce le front près de Chatillon-sur-Marne.
- 27 août - 3 septembre : la division occupe un secteur en avant de la Somme près de Dompierre.
- 3 septembre : la division est relevée par le corps alpin, après avoir subi de lourdes pertes et perdu 1 450 prisonniers.
- 11 - 12 septembre : la division est envoyée en renfort à Ronssoy à l'ouest du Catelet.
- 9 octobre - 23 octobre : retrait du front et repos.
- 24 octobre : relève la 52e division de réserve à Machelen.
- 4 novembre : la division est relevée par la 6e division de cavalerie. La division reste ensuite en retrait du front jusqu'à l'armistice[3].

### Après-guerre
La division est rapatriée en Allemagne, mais une partie de l'effectif n'est pas démobilisée, destinée à servir au maintien de l'ordre sur le territoire allemand. D'abord appelée Freiwilligen 2. Garde-Infanterie-Division sous le commandement du Generalleutnant Friedrich von Friedeburg, l'unité est renommée 2. Division Freikorps Schlesien à son arrivée en Haute-Silésie. En avril et mai 1919, l'unité intervient à Munich pour détruire la République des conseils de Bavière.
En juin 1919, les volontaires encore présents dans l'unité sont versés au sein de la 26e brigade de la Reichswehr.

## Chefs de corps
| Grade                          | Nom                                          | Date                                  |
| ------------------------------ | -------------------------------------------- | ------------------------------------- |
| Generalmajor                   | Oldwig von Natzmer                           | 17 janvier 1830 - 30 mars 1838        |
| Generalmajor / Generalleutnant | Jean-Frédéric-Charles II d'Alvensleben       | 17 janvier 1830 - 30 mars 1838        |
| Generalmajor / Generalleutnant | prince Charles de Prusse                     | 17 janvier 1830 - 30 mars 1838        |
| Generalleutnant                | Auguste de Wurtemberg                        | 19 février - 18 septembre 1857        |
| Generalleutnant                | Frédéric-Charles de Prusse                   | 19 septembre 1857 - 28 mai 1858       |
| Generalleutnant                | Gustav Adolf von Schlemüller                 | 29 mai 1858 - 24 juillet 1859         |
| Generalleutnant                | Adolf von Bonin                              | 25 juillet 1859 - 28 janvier 1863     |
| Generalleutnant                | Eduard Vogel von Falckenstein                | 29 janvier - 8 décembre 1863          |
| Generalleutnant                | Otto von der Mülbe (de)                      | 9 décembre 1863 - 21 janvier 1864     |
| Generalleutnant                | Frédéric-Guillaume de Prusse                 | 22 janvier - 17 mai 1864              |
| Generalleutnant                | Heinrich von Plonski                         | 18 mai 1864 - 29 octobre 1866         |
| Generalleutnant                | Julius von Loewenfeld                        | 30 octobre 1866 - 17 juillet 1870     |
| Generalleutnant                | Rudolph Otto von Budritzki                   | 18 juillet 1870 - 29 octobre 1875     |
| Generalleutnant                | Ferdinand von Dannenberg                     | 30 octobre 1875 - 13 juin 1881        |
| Generalleutnant                | Paul Bronsart von Schellendorff              | 14 juin 1881 - 9 mars 1883            |
| Generalleutnant                | August von Oppell                            | 10 mars 1883 - 17 janvier 1887        |
| Generalleutnant                | Wilhelm von Hahnke                           | 18 janvier 1887 - 6 juillet 1888      |
| Generalleutnant                | Hans Karl Georg von Kaltenborn-Stachau       | 7 juillet 1888 - 13 octobre 1890      |
| Generalleutnant                | Max von der Planitz                          | 14 octobre 1890 - 26 janvier 1891     |
| Generalleutnant                | Bernard III de Saxe-Meiningen-Hildburghausen | 27 janvier 1891 - 10 juillet 1893     |
| Generalleutnant                | August von Bomsdorff                         | 11 juillet 1893 - 26 janvier 1897     |
| Generalleutnant                | Ludwig von Falkenhausen                      | 27 janvier 1897 - 24 mars 1899        |
| Generalleutnant                | Gustav von Kessel                            | 25 mars 1899 - 26 janvier 1900        |
| Generalleutnant                | Max von Krosigk (de)                         | 27 janvier 1900 - 17 avril 1901       |
| Generalleutnant                | Karl von Bülow                               | 18 avril 1901 - 21 mars 1902          |
| Generalleutnant                | Hans von Arnim (de)                          | 22 mars 1902 - 21 février 1906        |
| Generalleutnant                | Reinhard von Scheffer-Boyadel                | 22 février 1906 - 4 mars 1908         |
| Generalmajor                   | Dedo von Schenck                             | 5 mars - 3 avril 1908                 |
| Generalleutnant                | Dedo von Schenck                             | 4 avril 1908 - 30 mars 1909           |
| Generalmajor                   | Ewald von Lochow                             | 1er avril - 16 septembre 1909         |
| Generalleutnant                | Ewald von Lochow                             | 17 septembre 1909 - 12 septembre 1912 |
| Generalleutnant                | Arnold von Winckler                          | 12 septembre 1912 - 29 juin 1915      |
| Generalleutnant                | Walther von Lüttwitz                         | 29 juin - 24 septembre 1915           |
| Generalleutnant                | Maximilian von Höhn (de)                     | 25 septembre 1915 - 11 mai 1916       |
| Generalmajor / Generalleutnant | Friedrich von Friedeburg (de)                | 12 mai 1916 - 24 juin 1919            |